# Ludvig Kiellander
Ludvig Kiellander, född den 22 augusti 1865 i Malmö, död den 3 juni 1945 i Stockholm, var en svensk jurist. Han var brorsons son till Jöns Daniel och Gabriel Andreas Kiellander, systerson och måg till Frans Schartau samt svärfar till Allan Broomé.
Kiellander blev student vid Lunds universitet 1884 och avlade examen till rättegångsverken där 1887. Han blev vice häradshövding 1891, tillförordnad fiskal i Svea hovrätt 1893, adjungerad ledamot där 1895, ordinarie fiskal 1897 och assessor 1899. Kiellander var hovrättsråd 1907–1932 och divisionsordförande 1917–1932. Han blev riddare av Nordstjärneorden 1907 och kommendör av andra klassen av samma orden 1921. Kiellander vilar i sin familjegrav på Sankt Pauli norra kyrkogård i Malmö.